# Papyrus Edwin Smith
Ne doit pas être confondu avec le Papyrus Joseph Smith (en)
Le papyrus Edwin Smith est le plus ancien document connu traitant de chirurgie. Il fut rédigé, ou plus probablement recopié, vers 1500 avant notre ère, sous les XVIe et XVIIe dynasties, à la Deuxième Période intermédiaire de l’Égypte antique. Il s'agit principalement d'un traité de chirurgie de guerre décrivant quarante-huit sortes de blessures, fractures, luxations ou tumeurs et leur traitement.
À la différence d'autres traités de la même époque ou même plus tardifs, ce texte est parfois présenté comme une approche rationnelle et « scientifique » de la médecine où la magie n'est guère présente.

## Découverte et importance
Le papyrus Edwin Smith est le plus célèbre papyrus médical de l'Égypte antique, avec le papyrus Ebers. Il est à peu près certain que ces deux papyrus font partie d'une seule trouvaille clandestine. Il s'agirait d'une petite bibliothèque (caisse contenant des lots de manuscrits) qui aurait aussi contenu le papyrus mathématique Rhind.
Les deux papyrus médicaux furent achetés à un revendeur par le collectionneur Edwin Smith à Thèbes en 1862. Le lot proviendrait des magasins du Ramesséum. Edwin Smith garda pour lui le manuscrit qui porte son nom et revendit l'autre à Georg Ebers qui le publia en 1875. Après la mort de Smith, survenue en 1906, sa fille fit don du papyrus Edwin Smith à la New-York Historical Society, où il fut conservé pour être ensuite traduit et publié en 1930 par l'égyptologue James Henry Breasted,.
La publication de Breasted de 1930 est somptueuse. Elle comporte deux volumes : le premier est un livre de planches, facsimilé photographique du papyrus avec sur chaque page en regard sa transcription en hiéroglyphes, le second est un fort volume contenant la traduction anglaise avec commentaires et glossaire.
En 1936, le papyrus Smith est placé en dépôt au Musée de Brooklyn et en 1948 remis à la bibliothèque de l'Académie de médecine de New-York.

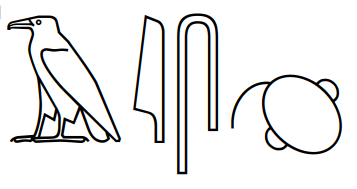
Hiéroglyphe désignant le « cerveau » ou « moelle du crâne ».

Le papyrus Ebers reste le plus important pour comprendre la pensée médicale de l'Égypte antique, car sans lui on ne pourrait en avoir une vision cohérente. Selon Bardinet, on ne peut en dire autant du papyrus Smith qui reste un traité chirurgical. Il s'agit du premier traité connu de blessures de guerre, donc d'un abord direct et plus pragmatique au regard moderne. Malgré l'emploi de quelques mots obscurs ou ambigus, son approche est plus facile, posant moins de problèmes pour l'interprétation moderne (diagnostic rétrospectif).
C'est aussi le tout premier document écrit utilisant le mot « cerveau » (𓄿𓇋𓋴𓐏, littéralement « moelle du crâne ») et établissant le lien entre cet organe et les fonctions qu'on lui connaît de nos jours, notamment la motricité. Ce document révèle le degré de sophistication et le pragmatisme de la médecine de l’ancienne Égypte,. Il faut cependant éviter l'anachronisme en replaçant dans le texte égyptien des connaissances modernes.
Le papyrus Edwin Smith a fait l'objet d'une exposition grand public au Metropolitan Museum of Art de New-York, « The Art of Medicine in Ancient Egypt », du 13 septembre 2005 au 15 janvier 2006.

## Présentation
Le papyrus en lui-même se présente comme un manuscrit portant sur son recto le texte chirurgical proprement dit. Sa longueur est de 4,68 m. Son verso porte treize formules ou prières magiques de protection. Ce papyrus Smith (recto) aurait appartenu à un prêtre de Sekhmet qui se serait servi du verso pour y recopier des formules de protection propres à sa fonction.

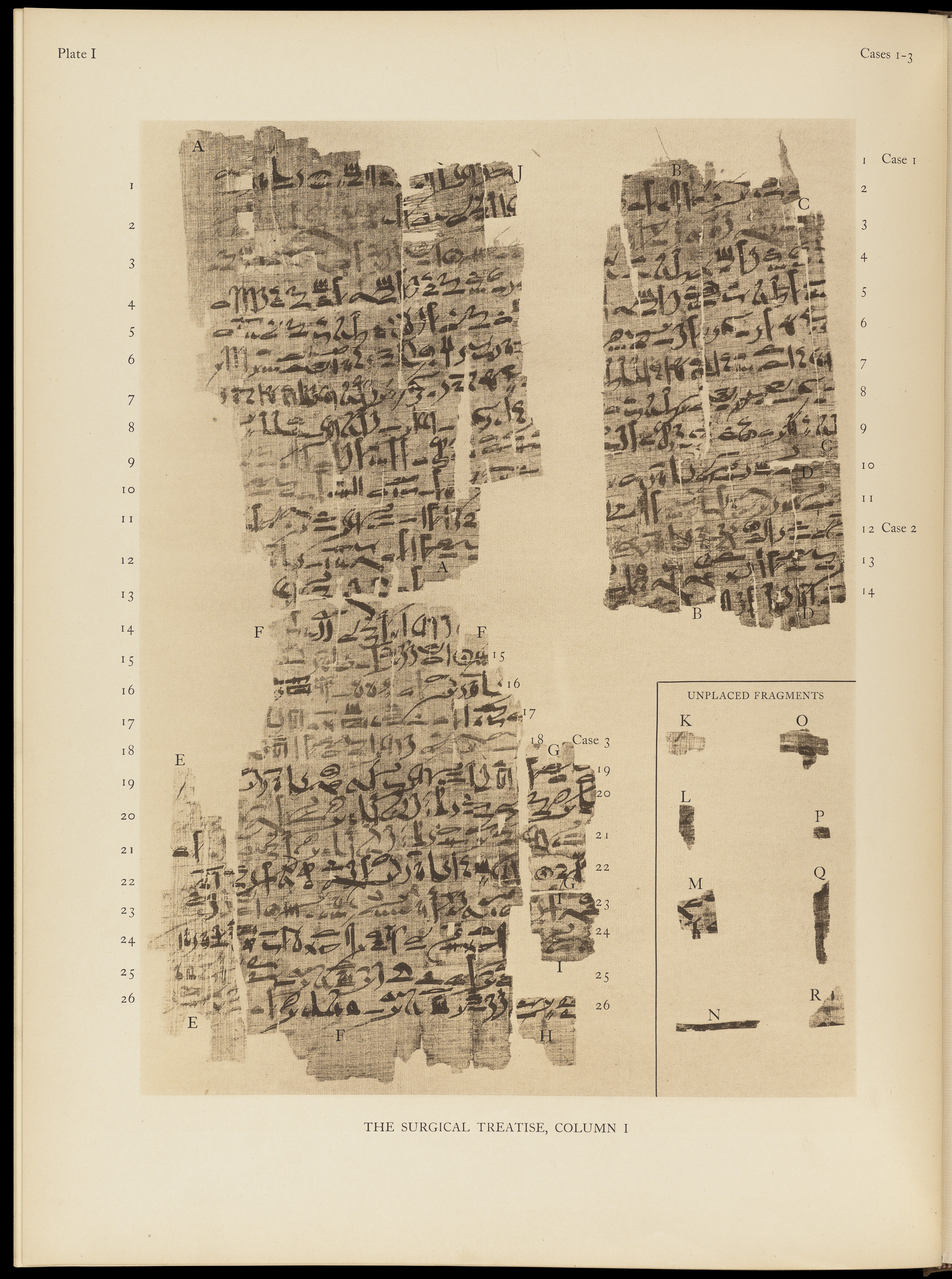
Le début du papyrus Smith ne subsiste que par fragments.

Le traité chirurgical occupant le recto est ordonné en 48 descriptions classées en 17 chapitres (colonnes). Il est incomplet : son début (première description) ne subsiste que par fragments, et sa fin se termine au milieu d'une phrase. Le manuscrit porte aussi des recettes médicales concernant la gynécologie, les soins cosmétiques et les affections anales.
Écrit en caractères hiératiques pendant la Deuxième Période intermédiaire de l’Égypte antique, vers le XVIe siècle avant notre ère, ce traité décrit avec force détails 48 types de blessures classées selon un ordre logique, selon les endroits atteints et selon la profondeur des lésions. Ces affections se trouvent en 48 paragraphes ( « cas » ou « descriptif » ) en portant un titre dont le début est généralement écrit en rouge.
Il s'agit de blessures, probablement de guerre et causées par des armes tranchantes (flèche, javelot) ou contondantes (masse d'arme). Lors de ses expéditions, l'armée du pharaon prévoyait des réserves de vêtements usagés, à découper en bandes, pour servir de pansements.
Ces blessures sont constatées de visu. Il ne s'agit pas de cas individuels, mais d'une synthèse d'observations probablement répétées sur un grand nombre de blessés.
Chaque description suit le même plan : le titre introductif, l'observation de la lésion (clinique), ce qu'on doit en dire (diagnostic), mal que l'on peut traiter, que l'on doit combattre, ou qu'on ne peut traiter (pronostic selon trois degrés de gravité), traitement à visée curative ou palliative. Cela fait de ce document l'un des plus anciens textes médico-chirurgicaux qui nous soient parvenus.

## Contenu

### Traité chirurgical
Les premiers paragraphes concernent la tête. Les neuf premiers décrivent les traumatismes crâniens, par ordre croissant de gravité.
Le § 1 se rapporte à une plaie simple des tissus de recouvrement (du cuir chevelu par exemple) sans lésion importante, n'entamant pas l'os. Ce texte ne subsiste que par fragments. Il se termine par un traitement « graisse, miel, et tampons végétaux », qui est le traitement de base des lésions et qui est répété tout au long du papyrus.

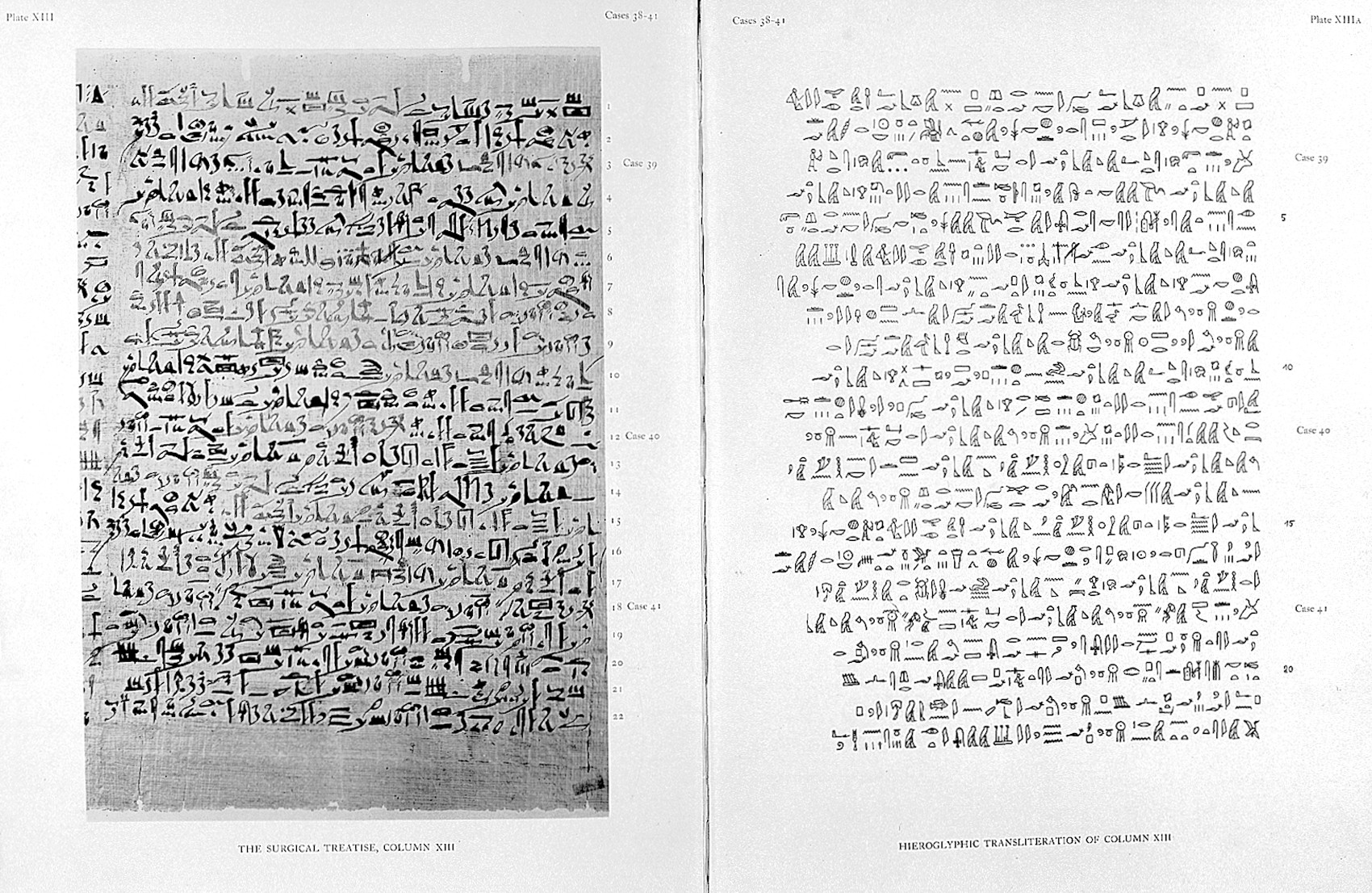
L'édition de Breasted (1930) : page de gauche photographie du papyrus original, page de droite transcription des hiéroglyphes. Il s'agit ici de la planche (colonne 13, cas 38-41).

Le § 2 décrit une plaie béante avec rayure plus ou moins prononcée de l'os. Le texte mentionne un traitement par bandage de lin, les spécialistes sont en désaccord pour savoir s'il s'agirait de « bandes adhésives » ou non.
Avec le § 3 et le § 4, commencent les blessures importantes avec dégâts osseux, d'abord relativement minimes (perforation, fente).

Avec le § 5, apparaît le pronostic « un mal qu'on ne peut traiter » :

« Descriptif concernant une plaie béante à la tête alors que le crâne est éclaté. Cela signifie que les os qui se trouvent dans cet éclatement sont enfoncés à l'intérieur du crâne. Si tu procèdes à l'examen d'un homme ayant une plaie béante à la tête qui monte jusqu'à l'os, alors que le crâne est éclaté, tu devras sonder la plaie et constater que l'éclatement qui est dans le crâne est profond, s'enfonçant sous tes doigts, alors que l'homme perd du sang par les narines et les oreilles, alors qu'il est atteint de raideurs à la nuque, et alors qu'il n'est plus capable de regarder ses épaules et sa poitrine. Tu diras à ce sujet : "(...) un mal qu'on ne peut traiter ". Tu ne dois pas la panser [la plaie]. Laisse-le [le blessé] à son pieu d'amarrage [son régime habituel] jusqu'à ce que passe la période douloureuse »

Les § 6 à 8 décrivent d'autres lésions graves à verdict défavorable : plaie profonde avec exposition du cerveau, avec perforation des sinus, éclatement du crâne sans ouverture cutanée. L'expression « un mal qu'on ne peut traiter » n'est pas un véritable refus de traitement, il peut indiquer qu'une sorte de traitement palliatif est possible.

Disposition anatomique des 48 affections médicales et cas de blessures décrites dans le traité.

Le § 9 concerne une fracture éclatée de l'os frontal. Le traitement consiste en un cataplasme d'œuf d'autruche malaxé avec de la graisse, suivi trois jours plus tard de compresses froides enduites de figue et de miel. Cette description contient la seule formule magique du papyrus chirurgical proprement dit (situé au recto) :

« Que soit chassé l'ennemi qui est dans la plaie, que soit rejeté le mauvais qui est dans le sang. L'adversaire d'Horus sera de chaque côté de la bouche de la puissante Isis. Cette tempe ne s'effondrera pas, aucun ennemi d'un conduit-met ne s'y trouvera. Je [le médecin] suis sous la protection de la puissante [Isis], car tu [Isis] as protégé le fils d'Osiris [Horus]. »

Cette formule magique vise à protéger le malade, mais encore plus le médecin. L'ennemi se trouvant dans la plaie et le sang risque de se retrouver prisonnier sous le pansement, et se manifester contre le médecin au moment de retirer le pansement.
Différents abcès, plaies de la face et du cou, fractures, luxations... sont ensuite décrits du § 10 au § 48. Les parties atteintes sont diverses : sommet du sourcil (§ 10), colonne du nez (§ 11 et 12), narine (§ 13 et 14), joue (§ 15 à 17), tempe (§ 18 à 22), oreille (§ 23), mandibule (§ 24 et 25), lèvres (§ 26), menton (§ 27), cou (§ 28) vertèbre du cou (§ 29 à 33), clavicule (§ 34 et 35), bras (§ 36 à 38), plaie de poitrine et fractures de côtes (§ 39 à 46), plaie de l'aisselle (§ 47).
Du point de vue biomédical moderne, la partie la plus remarquable concerne les vertèbres du cou, partie qui révèle la qualité professionnelle et le don d'observation des médecins de l'époque. Sont clairement distinguées les fêlures et fractures du cou sans déplacement : « un mal que je peux traiter », et celles avec déplacement ou par écrasement (par chute, la tête en bas) « un mal qu'on ne peut traiter ». Le passage le plus souvent cité est le § 31 :

« Si tu procèdes à l'examen d'un homme ayant un désajustement d'une vertèbre du cou, et que tu constates qu'il n'a plus conscience de ses bras et de ses jambes à cause de cela, alors que son phallus est en érection à cause de cela, alors que de l'urine est tombée de son membre sans qu'il en ait eu conscience, alors que sa chair a reçu de l'air, alors que ses yeux sont injectés de sang : c'est un désajustement d'une vertèbre de son cou qui rejoint sa colonne vertébrale qui a causé qu'il est inconscient de ses bras et de ses jambes. Mais si c'est la vertèbre du milieu de son cou qui est désajustée, c'est une émission de semence qui se produit à son phallus. Tu diras à ce sujet : "(...) un mal qu'on ne peut traiter". »

En termes modernes, il s'agit d'une tétraplégie par traumatisme cervical et médullaire avec troubles génito-urinaires (priapisme et incontinence urinaire).
Le traité chirurgical se termine par le § 48, dont la rédaction est interrompue au milieu d'une phrase :

« Si tu procèdes à l'examen d'un homme atteint d'une fêlure d'une vertèbre du dos, tu lui diras : « Étends tes jambes puis replie-les ! ». Il les étendra mais les repliera de manière subite à cause de la douleur qu'il causera dans la vertèbre du dos qui est atteinte. Tu diras à ce sujet : " (...) un mal que je peux traiter. » Tu devras l'installer étendu sur le dos, puis tu devras lui faire... »

### Autres textes
Au verso du Papyrus Edwin Smith, se trouvent treize formules (cinq recettes médicales et huit invocations de protection).
Les cinq recettes médicales concernent, l'une la gynécologie (recette à rapprocher de celles du papyrus d'El-Lahoun) , trois des soins cosmétiques, et une affection anale, qui apparaissent avoir été ajoutés dans un deuxième temps par un scribe différent.
Les huit invocations sont celles d'un prêtre-ouâb de Sekhmet. Il s'agit de formules de protection individuelle contre la « morbidité annuelle », souffles morbides et éléments pathogènes. Ce sont des paroles à dire par l'homme à protéger. Par exemple la quatrième formule de protection est :

« Je suis quelqu'un d'intègre (corporellement) qui se trouve sur la route de Ceux-qui-viennent (démons). Serai-je frappé, alors que je suis intègre (corporellement) ? J'ai vu le grand tumulte. Ô cette flamme, ne t'en prends pas à moi. Je suis celui qui s'échappe du tumulte. Éloignez-vous de moi ! »

## Interprétations et commentaires

### Science et magie
En 1930, lorsqu'il publia la première édition du Papyrus Smith, Breasted la présenta comme une démonstration : la magie n'est pas à l'origine de la médecine. L'existence du papyrus était désormais la preuve que l'anatomie était étudiée en elle-même, et que la quasi-absence de magie dans le texte chirurgical faisait du Papyrus Smith un livre scientifique au vrai sens du terme.
Ce point de vue a été plus ou moins repris par des auteurs ultérieurs. Ainsi à propos du § 31 (tétraplégie traumatique), le médecin égyptien aurait « établi sans hésiter la distinction entre une cause et un effet : c'est en raison et à la suite du déplacement de la vertèbre que les symptômes cliniques sont apparus. » Les troubles ne sont plus d'origine magique, le praticien « franchit le pas qui sépare l'ontologie magique de la pathologie rationnelle. », même s'il n'a pas su en déceler l'origine véritable (le traumatisme médullaire).
Breasted a été aussi critiqué pour n'avoir pas su reconnaitre que le Papyrus Smith n'était qu'une partie d'un vaste ensemble de textes médicaux, tous imprégnés de magie. L'importance du Papyrus Smith n'est pas diminuée pour autant lorsqu'on rappelle que les blessures et fractures sont d'origine tangible, visible et palpable, et qu'elles demandent de facto un empirisme rationnel. Même s'il manifeste réellement une tentative d'analyser et de comprendre la structure du corps, le Papyrus Smith reste dans un contexte magique.
Ainsi la formule « un mal avec lequel je combattrai » indique que le médecin reste encore un magicien, en lutte contre les démons et substances pathogènes, sous des dieux hostiles ou protecteurs. C'est notamment le cas devant les complications médicales des traumatismes (abcès purulent, fièvre, tuméfaction, œdème...) qui demandent des rituels magiques, comme dans le § 9.
Enfin, la distinction moderne science/magie n'est peut-être pas pertinente pour des textes égyptiens qui doivent être étudiés en eux-mêmes, et non pas par rapport à d'autres formes de savoirs. Ainsi l'ancien propriétaire du Papyrus Edwin Smith n'a vu aucun inconvénient à y ajouter des formules magiques au verso, alors qu'au regard moderne, cela peut apparaître comme un antagonisme en nature et en contenu.

### État des savoirs

#### Anatomie
Le cerveau, désigné comme « moelle du crâne », est reconnu comme enveloppé de membranes (méninges), composé de deux hémisphères présentant des circonvolutions à leur surface. Il est susceptible de répandre un liquide (liquide cérébro-spinal), avec une pulsation intracrânienne.
Les sinus de la face sont vus comme des poches intracrânienne, analogues à des « poches ou sacs en cuir ». La moelle épinière est nommée, mais sa signification n'est pas reconnue.

#### Pathologie
Les lésions sont classées de haut en bas (de la tête au pied), le papyrus Smith s'interrompant au milieu du dos.
Ce papyrus médical a été interprété, d'un point de vue moderne, comme l'une des premières associations entre l'intégrité du cerveau ou du moins de la tête, et les fonctions cognitives. Cependant l'auteur du papyrus n'a visiblement aucune idée moderne sur les fonctions nerveuses (cerveau et moelle épinière). Pour lui toute lésion du corps, y compris de la tête, s'explique par des perturbations des conduits-met centrés sur le cœur,.
Dans le cadre de cette théorie générale (où vaisseaux, nerfs, ligaments... sont indistincts), l'endroit et la profondeur de la lésion suffisent pour expliquer les troubles constatés. Le cœur et ses gros vaisseaux restent l'organe le plus important du corps, c'est le siège de l'intelligence et des émotions, alors que le cerveau n'a aucune importance en lui-même, comme on le constate lors des procédures de momification.
Les descriptions sont suffisamment évocatrices pour reconnaître un tétanos et son rictus sardonique (§ 7), une hémiplégie par traumatisme cranien (§ 8) ou une tétraplégie par traumatisme cervical (§ 31).

#### Thérapeutique
Le traitement local de base est la graisse, le miel et les tampons végétaux (substances absorbantes comme la charpie de tissu) à changer chaque jour. Le texte mentionne différents actes chirurgicaux comme le sondage des plaies pour en évaluer la profondeur, leur fermeture quand elle est possible (suture des plaies du nez, de l'oreille, lèvre, cou, aisselle...), suivie d'application de viande fraîche ou l'utilisation de bandages.
Les plaies fébriles, notamment celles de la poitrine, sont traités par poudres minérales (malachite) ou végétales (feuilles de saule, de figuier sycomore), avec du fiel de taureau (§ 41). Ce dernier ingrédient fait partie de la « coprothérapie » égyptienne visant à repousser ou expulser les démons (phénomènes putrides).
Les fractures du bras sont immobilisées dans des attelles faites d'écorce d'acacia recouvertes de lin enveloppées dans des bandelettes, parfois enduites de résine pour les rendre plus solides. On trouve enfin des procédés de réduction de luxation de la mâchoire, ou de la clavicule, similaires à celles des temps modernes.